# Allegheny Mountains (Antarktika)
Die Allegheny Mountains sind eine kleine Berggruppe etwa 15 km westlich der Clark Mountains in den Ford Ranges des westantarktischen Marie-Byrd-Lands. 
Entdeckt wurden sie während der United States Antarctic Service Expedition (1939–1941) bei Überflügen von der West Base. Benannt sind sie nach dem Allegheny College in Meadville, Pennsylvania, Alma Mater des US-amerikanischen Antarktisforschers Paul Siple, dem Leiter der West Base.